# Новак, Майкл (философ)
Майкл Новак (англ. Michael Novak, 9 сентября 1933, Джонстаун, Пенсильвания, США — 17 февраля 2017, Вашингтон, США) — американский католический философ, журналист, писатель и дипломат, лауреат Темплтоновской премии.

## Биография
Родился 9 сентября 1933 года в Джонстауне, штат Пенсильвания, в словацко-американской семье. Был женат на Карен Лауб-Новак, художнике и иллюстраторе литературных произведений, которая умерла от рака в августе 2009 года. У них было трое детей (Ричард, Таня и Яна) и четверо внуков.
В 1956 году получил степень бакалавра с отличием по философии и английскому языку в Стоунхилл-колледже, в 1958 году — степень в области теологии в Папском Григорианском университете в Риме и в 1966 году степень магистра истории и философии религии в Гарвардском университете.
После окончания магистратуры он сосредоточился на научной и писательской деятельности: читал лекции в Гарварде, Сиракузском университете, Университете Нотр-Дам. В своих работах он исследовал связь учения католической церкви с современной экономической и социальной мыслью.
Одна из самых известных его работ «Дух демократического капитализма» была выпущена в США в 1982 году. В ней он представляет капитализм как систему, которая не только воплощает экономическую свободу, но и как часть более широкого видения демократического общества, в котором важны три уровня: политический, культурный и экономический. Эта книга была переведена на многие языки. Широко распространено мнение, что многие идеи, содержащиеся в этой работе, послужили основой для выработки позиции католической церкви по отношению к свободной рыночной экономике.
В 1997 году он получил звание почетного доктора экономических наук в Братиславе.
Умер 17 февраля 2017 года в Вашингтоне.